# Молекулярна гастрономія

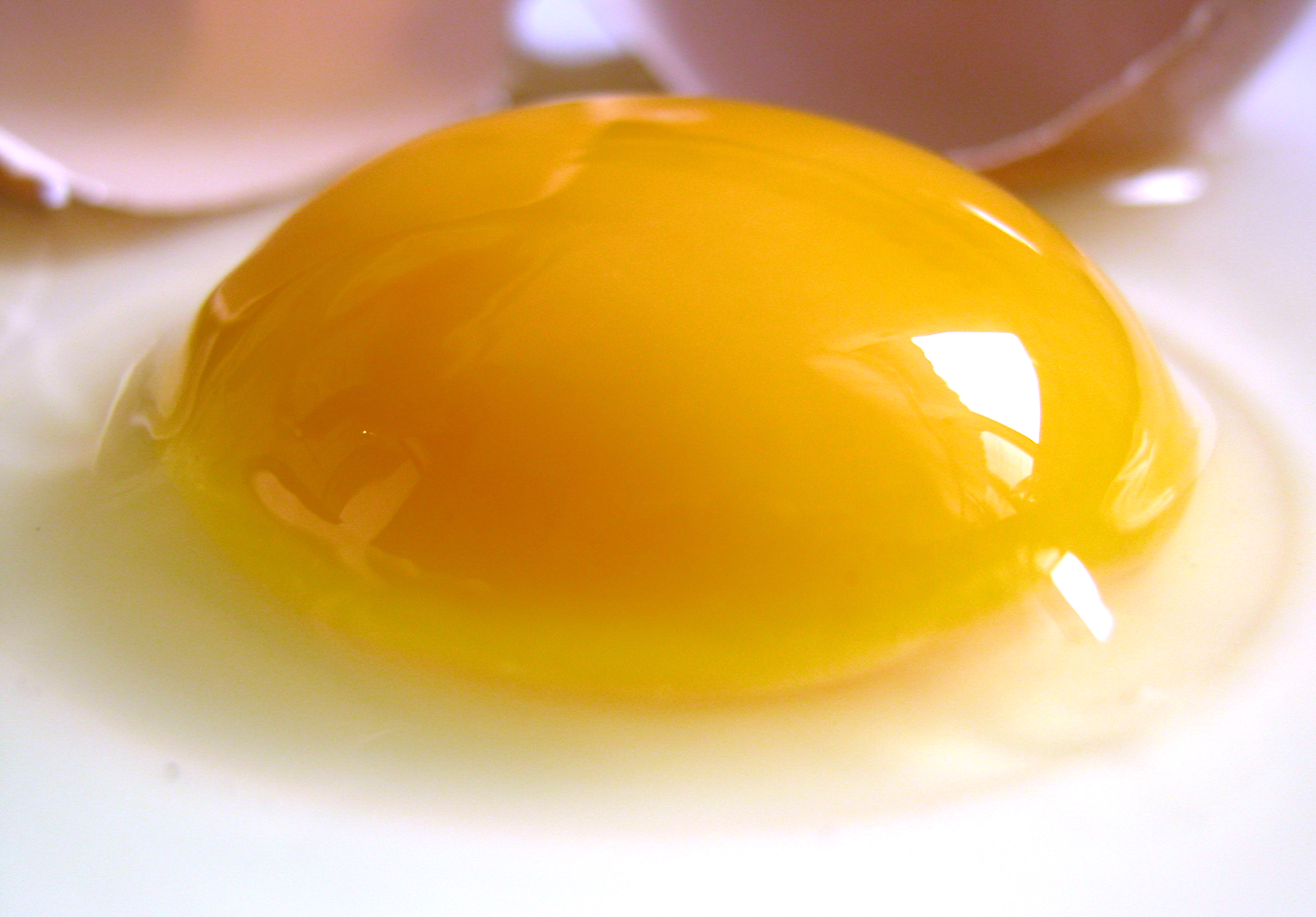
Приклад продукту молекулярної кухні: сире яйце, зварене при відносно низькій температурі (64 °C) упродовж двох годин, перетворюється на желеподібну масу

Молекуля́рна гастрономія, або молекулярна кухня — наукова дисципліна, пов'язана з вивченням фізико-хімічних процесів, які відбуваються під час приготування їжі. Вивчає механізми, відповідальні за перетворення інгредієнтів під час приготування їжі, а також соціальні, художні і технічні компоненти, кулінарні і гастрономічні явища в цілому з точки зору наукового погляду.
У вужчому значенні, молекулярною кухнею називають модну тенденцію в кулінарії, створення страв з незвичайними фізичними властивостями і комбінаціями компонентів з використанням різноманітних технічних засобів та інструментів: сухого льоду, центрифуг, сушарок, рідкого азоту, вакууму, сферифікації тощо.